# Challenger de Monterrey 2023
El Challenger de Monterrey 2023, denominado por razones de patrocinio Abierto GNP Seguros fue un torneo de tenis perteneció al ATP Challenger Tour 2023 en la categoría Challenger 125. Se trató de la 13.ª edición del torneo, el torneo tuvo lugar en la ciudad de Monterrey, México del 20 al 26 de febrero sobre pista dura al aire libre.

## Jugadores participantes del cuadro de individuales
| Favorito | País                      | Jugador             | Ranking | Resultado en el torneo |
| -------- | ------------------------- | ------------------- | ------- | ---------------------- |
| 1        | Bandera de Francia        | Adrian Mannarino    | 59      | Primera ronda          |
| 2        | Bandera de Ecuador        | Emilio Gómez        | 94      | Segunda ronda          |
| 3        | Bandera de Estados Unidos | Denis Kudla         | 95      | Cuartos de final       |
| 4        | Bandera de Alemania       | Daniel Altmaier     | 97      | Cuartos de final       |
| 5        | Bandera de Estados Unidos | Christopher Eubanks | 102     | Primera ronda          |
| 6        | Bandera de Portugal       | Nuno Borges         | 104     | CAMPEÓN                |
| 7        | Bandera de Japón          | Taro Daniel         | 106     | Segunda ronda          |
| 8        | Bandera de Japón          | Yosuke Watanuki     | 112     | Semifinales            |

- Se ha tenido en cuenta el ranking del día 13 de febrero de 2023.[2]

### Otros participantes
Los siguientes jugadores recibieron una invitación (wild card), por lo tanto ingresan directamente al cuadro principal (WC):
- Ernesto Escobedo
- Rodrigo Pacheco Méndez
- James Van Deinse

Los siguientes jugadores ingresan al cuadro principal tras disputar el cuadro clasificatorio (Q):
- Guido Andreozzi
- Nick Chappell
- Jesse Flores
- Bernard Tomic
- Denis Yevseyev
- Evan Zhu

## Campeones

### Individual masculino
- Nuno Borges derrotó en la final a  Borna Gojo, 6–4, 7–6(6)

### Dobles masculino
- André Göransson /  Ben McLachlan derrotaron en la final a  Luis David Martínez /  Cristian Rodríguez, 6–3, 6–4